# Словесные названия российского оружия/Х
Словесные названия российского оружия
А
Б
В
Г
Д
Е
Ё
Ж
З
И
К
Л
М
Н
О
П
Р
С
Т
У
Ф
Х
Ц
Ч
Ш
Щ
Э
Ю
Я
- «Халзан» — противолодочный вертолётоносец пр. 10200 (проект)
- «Харза» — катер на воздушной подушке пр.12270
- «Хариус» — ГАС
- «Харьковчанка» — антарктический вездеход (объект 404)
- «Хашим» — 72,5/105-мм ручной противотанковый гранатомёт РПГ-32
- «Хвоя» — станция помех Р-377
- «Херсон» — проект вертолётоносца
- «Хибины» — авиационный комплекс радиоэлектронного противодействия Л-175В
- «Хитин» — 152-мм гаубица-пушка Д-20
- «Хищник» — радиолокационный прицельный комплекс (Су-27ИБ), Су-34
- «Хмель» — корабельный КВ радиоприёмник Р-671
- «Хобот» — устройство для дистанционного воздействия на взрывные устройства
- «Ход» — авиационный тепловизионный контейнер
- «Холм» — РЛС узел большой производительности (ЗРК «Даль»)
- «Холод» — гиперзвуковая летающая лаборатория
- «Хоста» — корабельная ГАС
- «Хоста» — 120-мм САУ 2С34
- «Хоста» — станция звукоподводной связи для надводных кораблей МГ-26
- «Хризантема» — самоходный ПТРК 9К123 [АТ-15 Springer]
- «Хризантема» — авиационный маркерный радиоприёмник МРП-48
- «Хром» — корабельная ответная станция
- «Хрусталь» — РЛС П-30